# Seznam dílů seriálu GLOW: Nádherné ženy wrestlingu
Toto je seznam dílů seriálu GLOW: Nádherné ženy wrestlingu. Americký dramatický televizní seriál GLOW: Nádherné ženy wrestlingu byl zveřejněn na Netflixu.

## Přehled řad
| Řada | Díly | Premiéra na Netflixu |
| ---- | ---- | -------------------- |
| 1    | 10   | 23. června 2017      |
| 2    | 10   | 29. června 2018      |
| 3    | 10   | 9. srpna 2019        |

## Seznam dílů

### První řada (2017)
| Č. v seriálu | Č. v řadě | Původní název                | Český název                 | Režie             | Scénář                     | Premiéra na Netflixu |
| ------------ | --------- | ---------------------------- | --------------------------- | ----------------- | -------------------------- | -------------------- |
| 1            | 1         | Pilot                        | Pilotní díl                 | Jesse Peretz      | Liz Flahive a Carly Mensch | 23. června 2017      |
| 2            | 2         | Slouch. Submit.              | Skloň se. Vzdej se.         | Wendey Stanzler   | Liz Flahive a Carly Mensch | 23. června 2017      |
| 3            | 3         | The Wrath of Kuntar          | Hněv Kunděry                | Claire Scanlon    | Nick Jones                 | 23. června 2017      |
| 4            | 4         | The Dusty Spur               | Motel Dusty Spur            | Melanie Mayron    | Sascha Rothchild           | 23. června 2017      |
| 5            | 5         | Debbie Does Something        | Debbie něco vymýšlí         | Phil Abraham      | Rachel Shukert             | 23. června 2017      |
| 6            | 6         | This Is One of Those Moments | Jeden z těch okamžiků       | Kate Dennis       | Jenji Kohan                | 23. června 2017      |
| 7            | 7         | Live Studio Audience         | Naživo před publikem        | Jesse Peretz      | Rachel Shukert             | 23. června 2017      |
| 8            | 8         | Maybe It’s All the Disco     | Možná za vše může diskotéka | Sian Heder        | Nick Jones                 | 23. června 2017      |
| 9            | 9         | The Liberal Chokehold        | Dušení liberálů             | Lynn Shelton      | Liz Flahive a Carly Mensch | 23. června 2017      |
| 10           | 10        | Money’s in the Chase         | Cesta je cíl                | Tristram Shapeero | Liz Flahive a Carly Mensch | 23. června 2017      |

### Druhá řada (2018)
| Č. v seriálu | Č. v řadě | Původní název              | Český název                  | Režie                                  | Scénář                                       | Premiéra na Netflixu |
| ------------ | --------- | -------------------------- | ---------------------------- | -------------------------------------- | -------------------------------------------- | -------------------- |
| 11           | 1         | Viking Funeral             | Vikingský pohřeb             | Lynn Shelton                           | Liz Flahive a Carly Mensch                   | 29. června 2018      |
| 12           | 2         | Candy of the Year          | Cukrátko roku                | Mark A. Burley                         | Nick Jones                                   | 29. června 2018      |
| 13           | 3         | Concerned Women of America | Starostlivé ženy Ameriky     | Kate Dennis                            | Sascha Rothchild                             | 29. června 2018      |
| 14           | 4         | Mother of All Matches      | Největší ze zápasů           | Mark A. Burley a John Cameron Mitchell | Kim Rosenstock                               | 29. června 2018      |
| 15           | 5         | Perverts Are People, Too   | Úchylové jsou taky lidi      | Claire Scanlon                         | Rachel Shukert                               | 29. června 2018      |
| 16           | 6         | Work the Leg               | Pracuj nohou                 | Lynn Shelton                           | Marquita J. Robinson                         | 29. června 2018      |
| 17           | 7         | Nothing Shattered          | Nic se nerozbilo             | Sian Heder                             | Liz Flahive, Carly Mensch a Sascha Rothchild | 29. června 2018      |
| 18           | 8         | The Good Twin              | Hodné dvojče                 | Meera Menon                            | Nick Jones a Rachel Shukert                  | 29. června 2018      |
| 19           | 9         | Rosalie                    | Rosalie                      | Phil Abraham                           | Liz Flahive, Carly Mensch a Kim Rosenstock   | 29. června 2018      |
| 20           | 10        | Every Potato Has a Receipt | Ke každé bramboře je účtenka | Jesse Peretz                           | Liz Flahive a Carly Mensch                   | 29. června 2018      |

### Třetí řada (2019)
| Č. v seriálu | Č. v řadě | Původní název         | Český název          | Režie          | Scénář                                       | Premiéra na Netflixu |
| ------------ | --------- | --------------------- | -------------------- | -------------- | -------------------------------------------- | -------------------- |
| 21           | 1         | Up, Up, Up            | Výš a výš            | Claire Scanlon | Liz Flahive a Carly Mensch                   | 9. srpna 2019        |
| 22           | 2         | Hot Tub Club          | Kámoši ve vířivce    | Mark A. Burley | Sascha Rothchild                             | 9. srpna 2019        |
| 23           | 3         | Desert Pollen         | Pouštní pyl          | Jesse Peretz   | Rachel Shukert                               | 9. srpna 2019        |
| 24           | 4         | Say Yes               | Say Yes              | Claire Scanlon | Isaac Oliver                                 | 9. srpna 2019        |
| 25           | 5         | Freaky Tuesday        | Podivný pátek        | Mark A. Burley | Marquita J. Robinson                         | 9. srpna 2019        |
| 26           | 6         | Outward Bound         | V divočině           | Anya Adams     | Liz Flahive a Carly Mensch                   | 9. srpna 2019        |
| 27           | 7         | Hollywood Homecoming  | Návrat do Hollywoodu | Alison Brie    | Victor Quinaz                                | 9. srpna 2019        |
| 28           | 8         | Keep Ridin'           | Jeď pořád dál        | Lynn Shelton   | Liz Flahive, Carly Mensch a Sasha Rothschild | 9. srpna 2019        |
| 29           | 9         | The Libertines        | Bál libertinů        | Phil Abraham   | Rachel Shukert                               | 9. srpna 2019        |
| 30           | 10        | A Very GLOW Christmas | Vánoce v GLOW stylu  | Lynn Shelton   | Liz Flahive a Carly Mensch                   | 9. srpna 2019        |